# Alf Humphreys
Alfred Humphreys (Haileybury, Ontario, 1953. április 3. – Stratford, Ontario, 2018. január 31.) kanadai színész.
Első emlékezetesebb alakítása Lester seriff volt a Rambo – Első vér (1982) című filmben. Az Egy ropi naplója (2010) című filmvígjátékban Mr. Jeffersont formálta meg, a szerepet két további folytatásban is elvállalta: Egy ropi naplója: Testvérháború (2011) és Egy ropi naplója: Kutya egy idő (2012).

## Filmográfia

### Film
| Év   | Magyar cím                      | Eredeti cím                         | Szerep                 | Magyar hang   |
| ---- | ------------------------------- | ----------------------------------- | ---------------------- | ------------- |
| 1980 |                                 | Virus                               | tengerész              |               |
| 1980 |                                 | Cries in the Night                  | Joe Yates              |               |
| 1981 |                                 | My Bloody Valentine                 | Howard Landers         |               |
| 1981 | Nem megfelelő csatornák         | Improper Channels                   | küldönc                |               |
| 1981 |                                 | Gas                                 | Lou Picard             |               |
| 1982 |                                 | If You Could See What I Hear        | Freddy                 |               |
| 1982 | Rambo – Első vér                | First Blood                         | Lester seriffhelyettes | Holl Nándor   |
| 1984 | Utazó koporsó                   | Finders Keepers                     | Mulholland             |               |
| 1984 | A kukkoló                       | Bedroom Eyes                        |                        |               |
| 1985 |                                 | Lune de miel                        | Sonny                  |               |
| 1985 | Varázslatos karácsony           | One Magic Christmas                 | ismeretlen szerep      |               |
| 1986 | A megvalósult álom              | Flying                              | Joel                   |               |
| 1993 | Ernest kereket old              | Ernest Rides Again                  | orvos                  |               |
| 1994 | Tombola                         | The Raffle                          | Randy Hickock          | Juhász György |
| 1995 | Balhé Bronxban                  | Hung fan csü                        | rendőrtiszt            |               |
| 1996 | Kölcsönkinyír visszajár         | Big Bully                           | tanár                  |               |
| 1997 |                                 | Silence                             | ismeretlen szerep      |               |
| 1998 | Botcsinálta golfpalánta         | Golf Punks                          | Jack                   |               |
| 2002 |                                 | The Stickup                         | Mike O'Grady           |               |
| 2002 | Lóhalálában                     | Dead Heat                           | Dr. Marchesi           |               |
| 2003 | Végső állomás 2.                | Final Destination 2                 | Mr. Gibbons            | Beratin Gábor |
| 2003 | X-Man 2.                        | X2                                  | William Drake          | Szokolay Ottó |
| 2003 | Röplabdázó csodakutya           | Air Bud: Spikes Back                | Patrick                |               |
| 2003 |                                 | Little Brother of War               | Phil                   |               |
| 2004 | Halálbiztos vizsga              | The Perfect Score                   | Tom Helton             |               |
| 2006 | Dögölj meg, John Tucker         | John Tucker Must Die                | tanár                  |               |
| 2006 | Kettesszámú gyanúsított         | The Suspect                         | Robert Owens           |               |
| 2006 | Kiskarácsony mindenáron         | Deck the Halls                      | informatikai eladó     |               |
| 2009 | Hívatlan vendég                 | The Uninvited                       | pap                    |               |
| 2010 | Egy ropi naplója                | Diary of a Wimpy Kid                | Mr. Jefferson          |               |
| 2011 | Egy ropi naplója: Testvérháború | Diary of a Wimpy Kid: Rodrick Rules | Mr. Jefferson          |               |
| 2012 | Egy ropi naplója: Kutya egy idő | Diary of a Wimpy Kid: Dog Days      | Mr. Jefferson          |               |

### Televízió

#### Tévéfilm
| Év   | Magyar cím                              | Eredeti cím                      | Szerep                | Magyar hang     |
| ---- | --------------------------------------- | -------------------------------- | --------------------- | --------------- |
| 1983 | A remény maratonja: Terry Fox története | The Terry Fox Story              | előadó                |                 |
| 1985 | Szerelem és cselszövés                  | Love & Larceny                   | Ralph Dugot           |                 |
| 1986 | A hatalom megfizet                      | Act of Vengeance                 | Ken Yablonski         | Bognár Zsolt    |
| 1994 | A remény városa                         | Spoils of War                    | Lew                   |                 |
| 1994 | Ne állj szóba idegennel!                | Don't Talk to Strangers          | Nordling rendőrtiszt  |                 |
| 1994 | Ne bízz senkiben!                       | While Justice Sleeps             | Staghorn seriff       |                 |
| 1995 | Szabadesés: A 174-es járat              | Falling from the Sky: Flight 174 | taxis                 | Pálfai Péter    |
| 1995 | Becsületes zsaru                        | Jack Reed: One of Our Own        | mentős                |                 |
| 1995 | Perben a múlttal                        | Shadow of a Doubt                | Trail Bailiff         |                 |
| 1995 | Korrupt szentek                         | Broken Trust                     | rendőrtiszt           |                 |
| 1996 | Modern Robin Hood                       | Robin of Locksley                | Grant McAllister      |                 |
| 1996 | A fantomvadász                          | The Limbic Region                | halász                |                 |
| 1997 | Szülői szeretet                         | A Child's Wish                   | Lester                |                 |
| 1997 | Intenzitás                              | Intensity                        | George Jespersen      |                 |
| 1997 | A tökéletes test                        | Perfect Body                     | mentős                |                 |
| 1997 | Húsz év múlva                           | All the Winters That Have Been   | doktor                |                 |
| 1998 | A szökés (Eszeveszetten)                | The Escape                       | seriffhelyettes       |                 |
| 1999 | Mennybéli pokol                         | Heaven's Fire                    | Ed Colby              | Várkonyi András |
| 1999 | Végső száguldás                         | Final Run                        | Ben Hofflund          |                 |
| 2000 | Az egyetlen túlélő                      | Sole Survivor                    | Bob                   |                 |
| 2001 | A szeretet ösvényén                     | Dodson's Journey                 | farmer                |                 |
| 2002 | Házról házra                            | Door to Door                     | férfi az autóban      |                 |
| 2003 | Enyveskezű Mikulás                      | Stealing Christmas               | Tim Hogan rendőrtiszt | Koroknay Géza   |
| 2005 | Meleg helyzetben                        | Third Man Out                    | Morgan atya           |                 |
| 2005 | A jegygyűrű                             | The Engagement Ring              | Tom Miller            |                 |
| 2006 | Végzetes bankrablás                     | Rapid Fire                       | bankigazgató          |                 |
| 2007 |                                         | Luna: Spirit of the Whale        | rendőr őrmester       |                 |
| 2010 | A hallgatás köteléke                    | Bond of Silence                  | menedzser             |                 |
| 2010 | Tök nagy szerelem                       | Growing the Big One              | Quinn seriff          |                 |
| 2010 | A nagy karácsonyi izzócsata             | Battle of the Bulbs              | polgármester          |                 |
| 2012 | Kutyám Duke                             | Duke                             | Joe                   |                 |

#### Sorozat
| Év        | Magyar cím           | Eredeti cím       | Szerep                        | Megjegyzések                                                  |
| --------- | -------------------- | ----------------- | ----------------------------- | ------------------------------------------------------------- |
| 1988      | Alkonyzóna           | The Twilight Zone | Mr. Harris                    | 1 epizód                                                      |
| 1991      | Trópusi hőség        | Sweating Bullets  | William McAllister            | 1 epizód                                                      |
| 1992–1994 | Hegylakó             | Highlander        | takarító / Frank Brody        | 2 epizód                                                      |
| 1993–1995 | Mókás hekus          | The Commish       | O.J. Dockett / Calvin Spencer | 2 epizód                                                      |
| 1993–1997 | X-akták              | The X Files       | második irányítótiszt         | - 1 epizód (Világűr) - magyar hangja: Csuja Imre              |
| 1993–1997 | X-akták              | The X Files       | Dr. Mark Pomerantz            | - 1 epizód (Az áldást hozó ének) - magyar hangja: Melis Gábor |
| 1993–1997 | X-akták              | The X Files       | Michael Asekoff               | - 1 epizód (Kitérő) - magyar hangja: Melis Gábor              |
| 1994      | Kobra                | Cobra             | Tyler munkatársa              | 1 epizód                                                      |
| 1995–1996 | Sliders              | Sliders           | Pete                          | - 1 epizód - magyar hangja: Bácskai János                     |
| 1995–1996 | Sliders              | Sliders           | családapa                     | 1 epizód                                                      |
| 1996–1999 | Sentinel – Az őrszem | The Sentinel      | kalauz / Daniel Trent         | 2 epizód                                                      |